# Mission BBQ
A Mission BBQ (estilizado como MISSION BBQ) é uma cadeia de de churrascarias americana sediada em Glen Burnie, Maryland. Bill Kraus e Steve Newton abriram o primeiro local em 11 de setembro de 2011, como uma forma de apoiar os militares, policiais, bombeiros e socorristas.

## História e propriedade
Bill Kraus, um antigo executivo do setor do vestuário (Under Armour), e Steve “Newt” Newton, um antigo executivo do setor da restauração (Outback Steakhouse), começaram com o conceito de apoio às forças militares e de intervenção pública e decidiram então entrar na indústria do churrasco. Depois de efetuarem alguns estudos de mercado nos Estados Unidos, abriram o primeiro Mission BBQ em Glen Burnie, Maryland, no décimo aniversário dos ataques terroristas de 11 de setembro de 2001.
Eles abriram outro Mission BBQ em Perry Hall, Maryland, no ano seguinte, antes de registrar números de crescimento de três novos restaurantes em 2013, nove em 2014 e 2015 e 17 em 2016. O crescimento aumentou acentuadamente após 2017, com a empresa planejando uma estratégia de expansão de 20 a 25 novos locais por ano, todos de propriedade privada e financiados pelo M&T Bank e Goldman Sachs.

## Operações e gestão

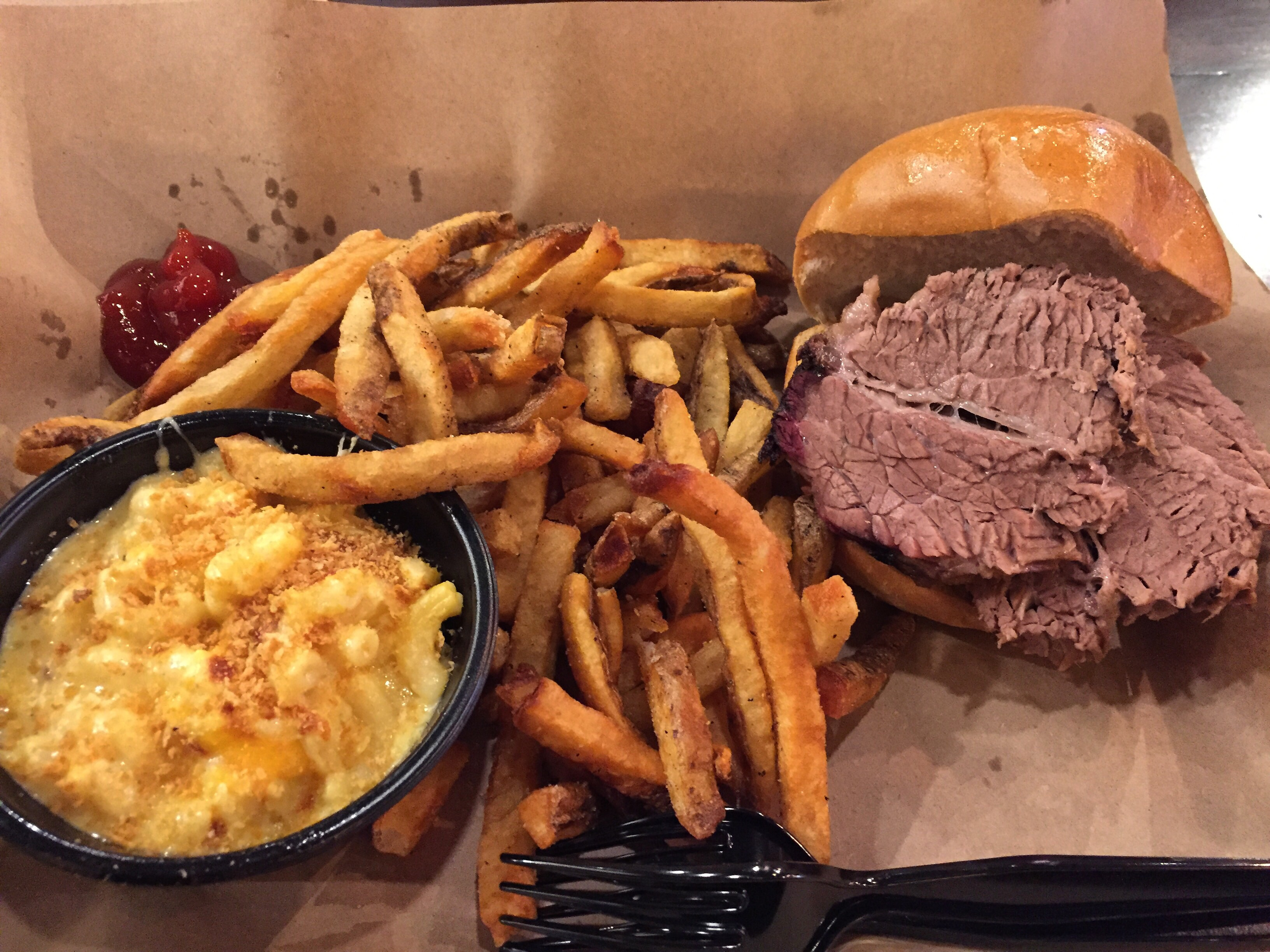
Refeição do Mission BBQ

A Mission BBQ também faz catering. A Mission BBQ Catering Maryland, LLC foi fundada em 2012. A linha de negócio da empresa inclui a venda a varejo de alimentos preparados e bebidas para consumo no local. A empresa tem uma grande instalação de catering ao lado do primeiro restaurante Mission BBQ em Glen Burnie. Cada local oferece opções de restauração adicionais.